# Földesi Ágnes
Földesi Ágnes (Szeghalom, 1990. december 10. –) magyar színésznő

## Pályafutása
Tanulóéveit 2009-ben az akkori Békés megyei Jókai Színház ( ma Békéscsabai Jókai Színház ) Színitanházában kezdte Tege Antal osztályában. Első nagyszínpadi szerepe Shakespeare Lóvátett lovagok című vígjátékában, Rosaline volt. Szintén Békéscsabán végzett színészekkel több ízben előadták a József Attila életéről szóló, Születtem, elvegyültem és kiváltam című előadásukat középiskolások számára. A képzés befejezése előtt 2011-ben a Pesti Magyar Színiakadémián kezdi újra a tanulóéveket Horváth Lajos Ottó és Gémes Antos osztályában, ahol 2014-ben végzett. 2012 nyarán Szalay Álmos Tejjel, mézzel Hitlerrel című darabjában játszott. Az országos ismertséget a Bűnök és szerelmek című filmsorozat hozta meg számára. 
2014-től szabadúszó, szinkronstúdiókban dolgozott, kisebb filmes szerepeket kapott. Játszott többek között a Proton társulattal illetve a Mu Színházban.
2018 októberétől a Békéscsabai Jókai Színház tagja.
Egyéb érdeklődési kör: 2014- től kezdett érdeklődni a jóga astanga irányzata felé, ezért 2017 februárjában kezdte a Manju Jois mester mentorálása alatt zajló oktatóképzést, nemzetközileg elismert Yoga Alliance tanúsítvánnyal rendelkezik.
2020-2023 között a Színház- és Filmművészeti Egyetem drámainstruktor szakos hallgatója.

## Színházi és filmes szerepei
2011- 2014:
Pesti Magyar Színiakadémia 
(Osztályfőnök: Horváth Lajos Ottó és Gémes Antos)
Pesti Magyar Színház: 
- Berg Judit: Rumini (mesejáték)- Papilla rendezte: Méhes László 
Vizsgamunkák:
Babits Mihály: Laodameia, rendezte: Horváth Lajos Ottó 
Valló- Vajda: Anconai szerelmesek – Agnese, rendezte Gémes Antos
Barta Lajos: Szerelem- Nelli , rendezte: Gémes Antos 
Dennis Kelly: Love and Money- Jess rendezte: Göttinger Pál 
Örkény István: Kulcskeresők – Erika, rendezte: Huszár László 
Vadorzók (zenés vígjáték), rendezte: Horgas Ádám
Jaffa – Adél (vizsgafilm) írta és rendezte Szabó Szonja
Párbajkódex – mozgásszínházi előadás, rendezte:Gyöngyösi Tamás  
Külsős munkák:
Film:
Coming out, rendezte: Orosz Dénes; (kiemelt) Fekete Leves- Ági, rendezte: Novák Erik
2012 novemberétől 2013 októberéig TV2 – Bűnök és szerelmek (sorozat)
Színház:Tejjel, mézzel, Hitlerrel- Magda Goebbels, rendezte: Szalay Álmos
2014- 2018 között szabadúszó
RTL Klub, Barátok közt – Anna (epizódszerep)
PROTON SZÍNHÁZ: Utolsó- Ionescou Rinocéroszok című drámája és a társulat improvizációja alapján rendezte: Rába Roland ; Zsó Bemutató: 2014. szeptember 11.
Szinkronmunkák A Masterfilm Digital, az SDI Hungary és a Mafilm stúdiókban.
2016
Színház:
Theater on the Roof- Eddie (angol nyelvű előadás) Rendezte: Oliver Micevski, Thália Színház
Katona József: Bánk Bán – Melinda Békéscsabai Jókai Színház Rendezte: Szabó K. István Bemutató: 2016.03.11- 12, illetve Vidéki Színházak Fesztiválja, Budapest, Thália Színház
Lanford Wilson: Kéretik elégetni- Annie, Spirit Színház Bemutató: 2016.május 9.
Atlantisz Gyermekei- Tündérbohóclány Fővárosi Nagycirkusz, Rendezte: Fekete Péter
Sziget Fesztivál, Budapest David Berga Management- Automatarium – Kígyónő (spanyol utcaszínházi performansz)
MU Színház: Proving Ground (improvizációs kortárstáncelőadás) koreográfus: Fejes Ádám
Film:
Egynyári kaland (sorozat)- epizódszerep,reklámfilm
2017:
Színház:
Auróra pince, Budapest : Francis- Dennis Kelly: After the End című darabja alapján Rendezte: Héritz Patrik
Molnár Ferenc: Az üvegcipő- Irma Békéscsabai Jókai Színház, Rendezte: Tege Antal Bemutató:2017.május 13.
2018
Színház
Dario Niccodemi- Hajnalban, délben, este- Anna, Békéscsabai Jókai Színház 
Rendezte: Tege Antal, Bemutató: 2018. március 6. 
(Vidéki Színházak Fesztiválja 2018, Pesti Magyar Színház)
Lidérc – önálló est
Szarvasi Vízi Színpad

## Film
RANSOM 2 (kanadai-francia akciófilm-sorozat) – Cassie Williams (epizódszerep)
Jóban rosszban (magyar sorozat) – epizódszerep
A merénylet (magyar film) – Hölgy, Rendezte: Pajer Róbert
Seveled (magyar filmvígjáték)- Röné, Rendezte: Orosz Dénes
2018 októberétől a Békéscsabai Jókai Színház társulatának tagja
2019 
Szente Béla: Szárnyad Árnyékában-Marka 
Rendezte: Seregi Zoltán, Bemutató:2019. január 18.
David Ives: Vénusz nercben- Vanda 
(koprodukció az Aradi Kamaraszínházzal) Rendezte: Tege Antal, Bemutató:2019. február 22. (Vidéki Színházak Fesztiválja 2019;Thália Színház; Aradi Kamaraszínház)
Móricz Zsigmond: Nem élhetek muzsikaszó nélkül-Biri Rendezte: Katkó Ferenc, Bemutató: 2019. április 9.
Terrence McNally- David Yazbek: Alul semmi(musical)-Estelle 
Rendezte: Tege Antal, Bemutató: 2019.május 17.
Heltai Jenő- A Tündérlaki lányok- Manci Rendezte: 
Tege Antal, Bemutató: 2019. szeptember 19.
2020
Béres Attila- Várkonyi Mátyás: Egri Csillagok (musical) – Izabella királyné, Gárdonyi Géza regénye alapján Rendezte: Katkó Ferenc, Bemutató: 2020. január 14.
Krúdy Gyula: A vörös postakocsi – Alvinczi Esztella Rendezte:Csiszár Imre, Bemutató: 2020.

## Díjak, elismerések
2010; Kazinczy Emlékérem a Szép Beszédért
2018- Józsa Mihály – díj, Szarvasi Vízi Színház
2018; 2019- Az Évad Színművésze (fiatal színművész kategóriában) Békéscsabai Jókai Színház